# Valeriu Novacu
Valeriu Novacu (* 26. Juni 1909 in Pecica, Österreich-Ungarn, heute: Kreis Arad; † 20. März 1992 in Bukarest) war ein rumänischer Mathematiker, Politiker der Rumänischen Kommunistischen Partei PCR (Partidul Comunist Român), Physiker und Diplomat, der unter anderem 1948 korrespondierendes Mitglied der Rumänischen Akademie (Academia Republicii Populare Române) wurde und zwischen 1953 und 1956 Botschafter in Schweden war.

## Leben
Valeriu Novacu war nach einem Studium als Physiker tätig. 1948 wurde er für die Rumänische Arbeiterpartei PMR (Partidul Muncitoresc Român) Mitglied der Großen Nationalversammlung (Marea Adunare Națională), in der er bis 1952 den Wahlkreis Timiș-Torontal vertrat. Am 24. November 1948 wurde er korrespondierendes Mitglied der Akademie der Volksrepublik Rumänien (Academia Republicii Populare Române). Er wurde am 29. August 1953 außerordentlicher und bevollmächtigter Botschafter in Schweden und verblieb auf diesem diplomatischen Posten in Stockholm bis zum 18. Juni 1956. 
Nachdem Novacu anschließend Mitglied der Obersten Diplomkommission des Bildungsministeriums war, übernahm er am 21. Mai 1957 den Posten als außerordentlicher Gesandter und bevollmächtigter Minister in Österreich. Auf dem Achten Parteitag der PMR (20. bis 26. Juni 1960) Mitglied des ZK der PMR und gehörte diesem Gremium bis zum Neunten Parteitag der PCR (19. bis 24. Juli 1965) an. Er wurde am 29. Juni 1962 Mitglied des Staatlichen Komitees für Kultur und Kunst.

## Veröffentlichungen
- Electrodinamica, Editura Didactică și Pedagogică, Bukarest 1966
- Seminar de fizică teoretică, 4 Bände, Editura Academiei Republicii Populare Române, Bukarest 1968–1971
- Teoria particular elementare, Mitautor Toma Vescan, Editura Academiei Republicii Populare Române, Bukarest 1970
- Dialectica dezvoltării fizicii contemporane lumină, cîmp, particule, Editura Academiei Republicii Socialiste România, Bukarest 1988